# Нараварман
Нараварман — індійський правитель Малави з династії Парамара. За часів його правління могутність Парамара значно знизилась в результаті численних поразок.

## Життєпис

### Зовнішня політика
Син Удаядітьї. Посів трон після смерті брата Лакшмадеви 1097 року. Продовжив боротьбу з Чандела і Калачура, яка була невдалою. Зазнав поразки від Саллакшанавармана, магараджи держави Чандела. Близько 1110/1111 року зазнав низки жорстких поразок від армії Аджаяраджи II Чаухана, магараджи Сакамбхарі. 
Цим скористався Джаясімха Чаулук'я, магараджа Гуджара, щоб успішно атакувати володіння Парамара. Війська Чаухана і Чаулук'я деякий час тримали в облозі Нараварман в столиці Дгара. В результаті до кінця панування втратив владу над землями на північний схід від Удджайна. Разом з тим 1120 року допоміг Бхікшакарі посісти владу в Кашмірі, але зміг забезпечити тому тривалу підтримку, внаслідок чого останнього 1121 року було повалено.

### Внутрішня політика

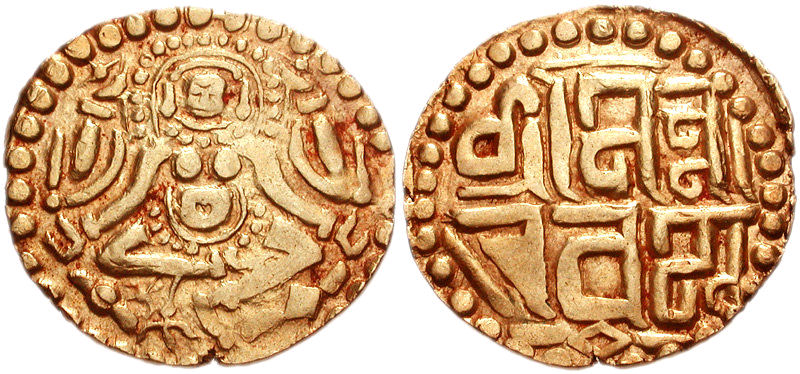
Золота монета Наравармана

Опікувався підтримкою брагманів та буддистів, виділяв кошти на храми. Він відновив храм Махакала в Уджайні. Розпочав будівництво храму у Відіші, але не зміг його завершити, ймовірно, через військові поразки та повстання. Згідно «Раджатарангіні», Нараварман надав притулок кашмірському принцу Бхікшачарі з династії Лохара, який утік від повстання. Він виховував Бхікшачару, як власного сина, і навчив його користуватися зброєю та науками.
Зайого панування карбувалися золоті (5,2 г), срібні (2,9 г) і мідні монети, що було знайдено в Індаурі.
Помер 1134 року. Йому спадкував син Ясоварман II.

## Творчість
Нараварман був поетом і складав гімни різним божествам і панегирики своїм предкам. Твір «Нагпур Прашасті» приписують саме йому. Також склав гімн на честь Махакали.